# Florencio Segura Gutiérrez
Florencio Segura Gutiérrez (* 1912 in Talavera, Region Apurímac, Peru; † 2000 ebenda) war ein peruanischer evangelischer Pastor, Lieddichter und Übersetzer. Er war Autor eines großen Teils der im 20. Jahrhundert in Peru erschienenen Quechua-Kirchenlieder und an einer Übersetzung des Neuen Testaments ins Chanka-Quechua beteiligt.

## Leben
Florencio Segura Gutiérrez wuchs auf in der Kleinstadt Talavera mit zwei Brüdern und zwei Schwestern in einer zweisprachigen Umgebung mit Spanisch und Quechua. In den 1930er Jahren konvertierte seine ganze Familie zum evangelischen Glauben und trat in die Presbyterianische Kirche ein.
Florencio Segura arbeitete zunächst als Barbier in Lima und zog sodann nach Huamanga um, wo er ein eigenes Geschäft eröffnete. Dort traf er auch seine spätere Frau Inés. Ebenso lernte er hier den englischen Missionar Alonso Hitchcock kennen, mit dem er die spanischsprachige Bibel las. Am 23. Februar 1937 entschied er sich für ein Leben mit Jesus. Er begann christliche Lieder zu schreiben, zunächst auf Spanisch und später auf Quechua.
Da sein Geschäft nicht erfolgreich war, kehrte er 1941 nach Talavera zurück. 1943 lernte er den Missionar Kenneth Case kennen, der die Melodien zu Seguras geistlichen Quechua-Texten schrieb. Die beiden Autoren entschieden sich für einen traditionell andinen Musikstil der Lieder. Seitdem schrieb Segura seine Lieder durchweg auf Quechua. 1946 wurde sein erstes Gesangbuch unter dem Titel Diospa Siminmanta Takikuna (Lieder aus Gottes Wort) veröffentlicht.
Gemeinsam mit den Missionaren Homer Emerson und Kenneth Case übersetzte Segura das Neue Testament ins Chanka-Quechua. 1954 erschienen das Lukas- und das Johannesevangelium, 1958 das gesamte Neue Testament.
Von 1962 bis 1983 arbeitete Florencio Segura für das christliche Radio Amauta in Huanta. Gemeinsam mit Fernando Quicaña, Rómulo Sauñe Quicaña und anderen gründete er in dieser Zeit die evangelische Organisation Tawantinsuyuman Allin Willakuy Apaqkuna (TAWA). 1983 kehrte er nach Talavera zurück, wo er mit seiner Frau bis zu seinem Tod lebte.
Von 1943 bis 1996 schrieb Segura mehrere hundert quechuasprachige geistliche Lieder, weitaus mehr als in derselben Zeit an spanischsprachigen christlichen Liedern in Peru erschien. Heute werden diese Lieder in evangelischen Kirchen insbesondere in den von Quechua geprägten Regionen Ayacucho und Apurímac, aber auch in Cusco gesungen. Sein Gesangbuch Diospa Siminmanta Takikuna ist über zwanzigmal erschienen. Einige seiner Lieder finden sich auch in den Gesangbüchern von Cusco, Allin Willaykunaq Takinkuna und Iñiq T’aqaq Akllasqa Takinkuna.

## Von Florencio Segura übersetzte Werke
- Juampa qillqasqan Evangelio. United Bible Societies / Sociedades bíblicas unidas, 1954. Traductores: Florencio Segura, Homer P. Emerson. 68 pp.
- Lukaspa qillqasqan Ibangilyu. United Bible Societies / Sociedades bíblicas unidas, 1954. Traductores: Florencio Segura, Homer P. Emerson. Edición bilingüe con Reina-Valera, 138 pp.
- Señorninchik Jescristopa Musuq Testamenton. Lima, New York, London: Sociedades Bíblicas Unidas (United Bible Societies), 1958. Tikraqkuna: Florencio Segura, Homer P. Emerson.

## Werke
- Diospa Siminmanta Takikuna. 1ª ed.: 1946; 9ª ed.: Comité de Literatura Misiones Presbiterianas Mundiales, Lima/Ayacucho 1979; 18ª ed.: 1979.
- Allin Willaykunaq Takinkuna. Callao [Peru] 1951 (einige der Lieder)